# Celoron
Celoron – wieś w Stanach Zjednoczonych, w stanie Nowy Jork, w hrabstwie Chautauqua.